# Emmerich von Moers
Emmerich von Moers (* 12. Februar 1825 in Speyer; † 10. November 1889 ebenda) war ein deutscher Verwaltungsjurist und Kommunalbeamter.

## Leben
Emmerich Joseph von Moers besuchte das Gymnasium am Kaiserdom. Nach dem Abitur  studierte er ab 1845 an der Ludwig-Maximilians-Universität München Rechtswissenschaft. Am 26. Juli 1846 wurde er im Corps Franconia München recipiert. Er wechselte an die Julius-Maximilians-Universität Würzburg. Den Staatskonkurs bestand er 1853 mit Auszeichnung. Er trat in die Verwaltung der heimatlichen Pfalz (Bayern). Zunächst in Neustadt an der Haardt eingesetzt, kam er Ende der 1850er Jahre als Assessor nach Pirmasens und 1864 als Bezirksamtsassessor nach Kaiserslautern. Bezirksamtmann wurde er 1867 in Germersheim und 1879 in Speyer. Mit 64 Jahren erlag er seinem Asthma bronchiale.

## Ehrungen
- Orden vom Heiligen Michael (Bayern-Kurköln) I. Klasse, im Deutsch-Französischen Krieg
- Orden vom Zähringer Löwen, wegen seiner Verdienste um die Bekämpfung der Rheinüberschwemmung